# Mali kazuar
Mali kazuar ili Bennetov kazuar (lat. Casuarius bennetti) je najmanja od tri vrsta kazuara. Ime je dobio u sjećanja na australskog prirodoslovca Georgea Bennetta. Živi na otocima Nova Gvineja, Nova Britanija i Yapen. Stanište su mu strma planinska područja do 3000 m nadmorske visine, bogata vegetacijom subtropskih i tropskih šuma.

## Opis
Najmanji je među svim kazuarima. Visok je oko 99-135 centimetara. Težak je prosječno 18 kilograma. Perje mu je crno i grubo. Nema ga na glavi i vratu koji su plavo i crveno obejeni. Na vrhu glave nalazi se koštani izraštaj u vidu "kacige", a vrat je bez kreste, po čemu se razlikuje od svojih najbližih srodnika iz roda Casuarius. 
Krila su zakržljala, a snažne i čvrste noge su bez perja. Na nogama su tri prsta, od kojih unutrašnji ima široku kandžu koja može biti dugačka i do 10 cm. Ženka i mužjak se međusobno razlikuju po veličini. Ženka je krupnija. 

## Ponašanje
Stidljiva je ptica koja se retko može vidjeti u prirodi. Aktivan je tijekom dana, provodi vrijeme u potrazi za hranom. Obično se nalaze sam ili u paru, a povremeno i u malim grupama. Ako je izazvan ili uplašen, brani se s udarcima snažnih nogu i njihovih ubojitih kandži. Navodno je u takvim okršajima ubio psa, pa čak i čovjeka.
Pokazuje izrazitu teritorijalnost. Teritorij koju obuhvaća za život jedinka varira od 1 do 5 km2. Veličina i oblik teritorija mjenjaju se u ovisnosti od količine hrane i sezone parenja i gniježdenja. Ženkama pripadaju različiti teritoriji nekoliko mužjaka koje se preklapaju.
Komunikacija ostvaruje se glasom koji je nizak i nalazi se na donjem pragu ljudskog sluha. Niska frekvencija glasa odlična je za guste šume u kojima ovi kazuari žive. Malo je poznato kako ovi kazuari komuniciraju za vrijeme parenja.   
Malo se zna o načinu parenja patuljastog kazuara, bolje je proučeno kod njegova srodnika, velikog kazuara.
Ženke postavljaju između 4 i 6 jaja. Inkubacija traje između 49 i 52 dana, a mladi postaju samostalni za 7-16 mjeseci. Potpunu brigu o jajima i mladima vode mužjaci. Spolnu zrelost dostižu oko četvrte godine života.

## Vanjske poveznice
|  | Zajednički poslužitelj ima stranicu o temi Casuarius bennetti    |
|  | Zajednički poslužitelj ima još gradiva o temi Casuarius bennetti |
|  | Wikivrste imaju podatke o taksonu Casuarius bennetti             |